# エンジェル・エチェバリア
エンジェル・サントス・エチェバリア（英語: Angel Santos Echevarria, 1971年5月25日 - 2020年2月7日）は、アメリカ合衆国コネチカット州フェアフィールド郡ブリッジポート出身のプロ野球選手（外野手）。右投右打。

## 経歴
1992年のMLBドラフト17巡目（全体487位）コロラド・ロッキーズから指名され、プロ入り。
1994年8月から1995年4月にかけてMLB史上最長のストライキが実施された影響で、1995年のスプリングトレーニングにはオーナー側の命令で代替選手として参加。そのため、スト破りを行った報復措置としてメジャー昇格後も選手会への加入を認められなかった。
1996年7月15日にメジャーデビュー。以後、2000年にミルウォーキー・ブルワーズ、2002年にシカゴ・カブスと渡り歩く。
2003年、それまでチームの中軸打者であったシャーマン・オバンドーに代わる選手として日本ハムファイターズに入団。同年のオープン戦では、193cmの身長に対して脚が長いために構えた時の重心が高く、低めに集める日本の変化球に対応できず振り回されていた。シーズン途中で故障離脱もあり、得点圏打率.245とチャンスにやや弱いのがネックとなったものの、徐々に日本の野球に対応していき、打率.275、31本塁打、84打点の好成績を記録して翌年の残留を勝ち取った。
2004年は開幕戦で4番として出場。5月1日の対オリックス・ブルーウェーブ戦（札幌ドーム）では2回、5回に本柳和也から、6回にマック鈴木から3打席連続本塁打を放つ。しかし、1月中旬にDTクローマーに代わる助っ人として加入したフェルナンド・セギノールの大活躍に加え、シーズン途中にオバンドーが復帰。エチェバリアを含めたこの3人と髙橋信二、小笠原道大らと強力打線を形成したこともあったが、後半戦からはスタメン出場の機会が減少。しかし、オバンドーと2人揃ってスタメンから外れる時は、田中幸雄、島田一輝らと「恐怖の右代打大砲カルテット」を形成し、対左投手にとって脅威の存在となった。公式戦最終戦では、チームのプレーオフ進出を決定づける本塁打を放ったものの、結局は打撃面全般で前年の成績を下回り、10月5日に戦力外通告を受けて退団となった。
『エンジェル』という名前から、登録名を『エンジェル』にする案もあったが、さすがに本人が辞退。オフのファン感謝祭では天使の格好をしたこともある。また、応援歌のメロディはマット・ウインタースの流用だが、歌詞には『舞い降りた天使』という節がある。見た目は強面だが性格は温厚で、とある試合でデッドボールを受けベンチに下がった際にはあまりの痛さに泣いてしまっていたと当時チームメイトであった森本稀哲がのちに語っている。
2005年はカブスとマイナー契約を結んだが、5月に退団。その後、メキシカンリーグでプレーをし、2006年は、独立リーグ・アトランティック・リーグのブリッジポート・ブルーフィッシュでプレーをした。
2020年2月7日、ウイルス性胃腸炎で体調不良だった最中、自宅で転倒して頭部を打ち、ブリッジポートの病院に緊急搬送されたが死亡が確認された。死因は不明。48歳だった。北海道移転後の日本ハムでプレイした選手が死亡したのは初の事例である。

## 詳細情報

### 年度別打撃成績
| 年 度    | 球 団    | 試 合 | 打 席 | 打 数 | 得 点 | 安 打 | 二 塁 打 | 三 塁 打 | 本 塁 打 | 塁 打 | 打 点 | 盗 塁 | 盗 塁 死 | 犠 打 | 犠 飛 | 四 球 | 敬 遠 | 死 球 | 三 振 | 併 殺 打 | 打 率 | 出 塁 率 | 長 打 率 | O P S |
| -------- | -------- | ----- | ----- | ----- | ----- | ----- | -------- | -------- | -------- | ----- | ----- | ----- | -------- | ----- | ----- | ----- | ----- | ----- | ----- | -------- | ----- | -------- | -------- | ----- |
| 1996     | COL      | 26    | 26    | 21    | 2     | 6     | 0        | 0        | 0        | 6     | 6     | 0     | 0        | 0     | 2     | 2     | 0     | 1     | 5     | 0        | .286  | .346     | .286     | .632  |
| 1997     | COL      | 15    | 22    | 20    | 4     | 5     | 2        | 0        | 0        | 7     | 0     | 0     | 0        | 0     | 0     | 2     | 0     | 0     | 5     | 0        | .250  | .318     | .350     | .668  |
| 1998     | COL      | 19    | 33    | 29    | 7     | 11    | 3        | 0        | 1        | 17    | 9     | 0     | 0        | 0     | 0     | 2     | 0     | 2     | 3     | 4        | .379  | .455     | .586     | 1.041 |
| 1999     | COL      | 102   | 211   | 191   | 28    | 56    | 7        | 0        | 11       | 96    | 35    | 1     | 3        | 0     | 0     | 17    | 0     | 3     | 34    | 11       | .293  | .360     | .503     | .863  |
| 2000     | COL      | 10    | 9     | 9     | 0     | 1     | 0        | 0        | 0        | 1     | 2     | 0     | 0        | 0     | 0     | 0     | 0     | 0     | 2     | 0        | .111  | .111     | .111     | .222  |
| 2000     | MIL      | 31    | 49    | 42    | 3     | 9     | 2        | 0        | 1        | 14    | 4     | 0     | 0        | 0     | 0     | 7     | 0     | 0     | 9     | 1        | .214  | .327     | .333     | .660  |
| '00計    | MIL      | 41    | 58    | 51    | 3     | 10    | 2        | 0        | 1        | 15    | 6     | 0     | 0        | 0     | 0     | 7     | 0     | 0     | 11    | 1        | .196  | .293     | .294     | .587  |
| 2001     | MIL      | 75    | 145   | 133   | 12    | 34    | 11       | 0        | 5        | 60    | 13    | 0     | 1        | 0     | 1     | 8     | 0     | 3     | 29    | 2        | .256  | .310     | .451     | .761  |
| 2002     | CHC      | 50    | 111   | 98    | 14    | 30    | 7        | 0        | 3        | 46    | 21    | 0     | 0        | 0     | 4     | 8     | 0     | 1     | 17    | 4        | .306  | .351     | .469     | .821  |
| 2003     | 日本ハム | 110   | 474   | 429   | 64    | 118   | 24       | 0        | 31       | 235   | 84    | 1     | 2        | 0     | 1     | 27    | 2     | 17    | 113   | 16       | .275  | .342     | .548     | .890  |
| 2004     | 日本ハム | 94    | 360   | 306   | 44    | 79    | 16       | 0        | 16       | 143   | 54    | 1     | 2        | 0     | 3     | 40    | 3     | 11    | 71    | 11       | .258  | .361     | .467     | .828  |
| MLB：7年 | MLB：7年 | 328   | 606   | 543   | 70    | 152   | 32       | 0        | 21       | 247   | 90    | 1     | 4        | 0     | 7     | 46    | 0     | 10    | 104   | 22       | .280  | .343     | .455     | .798  |
| NPB：2年 | NPB：2年 | 204   | 834   | 735   | 108   | 197   | 40       | 0        | 47       | 378   | 138   | 2     | 4        | 0     | 4     | 67    | 5     | 28    | 184   | 27       | .268  | .350     | .514     | .864  |

- 各年度の太字はリーグ最高

### 記録
NPB
- 初出場・初先発出場：2003年3月28日、対西武ライオンズ1回戦（西武ドーム）、4番・左翼手で先発出場
- 初打席：同上、1回表に松坂大輔の前に空振り三振
- 初安打：2003年3月30日、対西武ライオンズ3回戦（西武ドーム）、6回表に後藤光貴から左前安打
- 初本塁打・初打点：2003年4月1日、対千葉ロッテマリーンズ2回戦（千葉マリンスタジアム）、6回表に小林宏之から左越2ラン

### 背番号
- 11（1996年 - 2000年途中）
- 39（2000年途中 - 2001年）[注 2]
- 12（2002年）
- 43（2003年 - 2004年）